# 別当薫
別当 薫（べっとう かおる、1920年8月23日 - 1999年4月16日）は、兵庫県西宮市出身のプロ野球選手（外野手）・コーチ・監督、解説者。
セ・パ両リーグ分立前後に走れる長距離砲として活躍した外野手で、1948年から1953年まで6年連続でベストナイン外野手に選ばれた。1948年に阪神に入団し、藤村富美男とダイナマイト打線の中核をなす。1950年パ・リーグの毎日に移籍すると、43本塁打、105打点で二冠王を獲得して毎日の日本一に大きく貢献し、最高殊勲選手に選ばれる。また、同年は打率.335、34盗塁で日本プロ野球初のトリプルスリーを達成した。1952年と1954年から選手兼監督を務めると、以降近鉄・大洋・広島で20年に亘って指揮を執り、監督としても1237勝を挙げた。1988年野球殿堂入り。

## 経歴

### 選手時代
実家は材木商。旧制甲陽中学校時代はエース兼四番で、1937年と1938年には春の選抜、1938年には夏の選手権と甲子園に出場。卒業後は旧制新潟高校を志望していたがかなわず慶應義塾大学へ進学する。東京六大学リーグ通算35試合出場、133打数47安打、打率.353、1本塁打。1942年の春季には当時史上最高打率の.500を打って首位打者に輝く。1943年10月16日に行われた出陣学徒壮行早慶戦（最後の早慶戦と呼ばれる試合）では慶大の4番・中堅手として出場。戦後、1946年春季に再開した東京六大学の戦後初優勝に主将として貢献した。同年秋に慶大を繰り上げ卒業後は一旦家業を継ぐが、1947年にノンプロチームである全大阪の一員として出場した都市対抗で優勝を逃したことからプロ転向を決意。優勝は逃すも、全徳島との3位決定戦では林義一に投げ勝っている。すでに27歳になっていたが、中学時代からのファンであった景浦將が在籍していた大阪タイガースへ入団する。
1年目の1948年はオープン戦緒戦にいきなり本塁打を放つと、甲子園・鳴海・後楽園のトーナメント大会8試合で7本塁打を放ち、三大会とも別当の強打で大阪が優勝した。公式戦に入っても個人打撃成績トップをひた走ったが、6月27日の対南海戦で盗塁で滑り込んだ際に左足を骨折して3か月戦列を離れた。後半戦には復帰して首位打者・青田昇（.308）を大きく上回る打率.328を記録したが、規定打席に52足りず首位打者を逃した。2年目の1949年はラビットボールと呼ばれる飛ぶボールが採用され、別当自身も体調万全で本領を発揮。藤村富美男とともにダイナマイト打線の中軸を打ち、シーズン安打数2位を記録したうえで打率.322、39本塁打、126打点と打ちまくった。また、前年の笠原和夫を超える129得点の日本記録を樹立（翌年に小鶴誠が更新）。
同年オフの2リーグ分裂騒動では、若林忠志・本堂保次・土井垣武らとともにパ・リーグの毎日オリオンズに引き抜かれて移籍する。1950年は打率.335（リーグ2位）、43本塁打、105打点を記録して本塁打・打点の二冠王を獲得。さらにシーズン20回の猛打賞を記録するなど、毎日の優勝に大きく貢献し、最高殊勲選手にも選出された。なお、この年には盗塁も34個を数え、岩本義行（松竹）とともにプロ野球史上初の「3割・30本・30盗塁」（トリプルスリー）を記録している。松竹との日本シリーズでも打率.500、3打点と活躍し、日本シリーズMVPにも選ばれている。

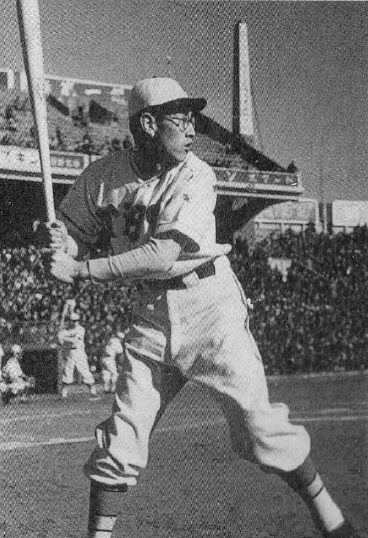
別当の打撃フォーム

1951年からは飛ぶボールが廃止され本塁打は減少するが、リーグ4位の打率.309を記録するなど好成績を維持。同年7月26日の近鉄戦では二盗、三盗、本盗と連続して成功させるパーフェクトスチールを達成。1952年には平和台事件で湯浅禎夫総監督・若林忠志監督が更迭されたのをうけ監督代行となり、7月30日から閉幕まで43試合で指揮を執って30勝13敗、勝率.698と好成績を残した。1953年は選手専任に戻るが、打率.305を打ちこの年まで6年連続でベストナインを獲得した。1954年から選手兼任監督に就任。山内一弘・榎本喜八・葛城隆雄を育て、須藤豊を見出だしてレギュラーの二塁手に起用し、手腕を発揮した。自身は1957年を最後に現役を引退。

### 引退後
引退後は監督に専念し、1959年まで指揮を取った。
退団後の1960年はドジャースの客員としてメジャーリーグを視察し、アメリカ流のトレーニングや野球方式を学んだ。
帰国後は大毎（1961年一軍打撃コーチ兼球団取締役）、近鉄（1962年 - 1964年監督）、大洋（1967年ヘッドコーチ, 1968年 - 1972年・1977年 - 1979年監督, 1980年 - 1981年球団代表兼常務取締役）、広島（1973年監督）で監督・コーチ・フロントを歴任。監督生活の合間を縫って、日本テレビ解説者（1965年 - 1966年, 1974年 - 1976年）を務めた。
オリオンズ以外は中下位球団を率いていた事情もあり1度も優勝には恵まれず、通算1000勝以上で優勝経験がないただ一人の監督となっているが、大洋監督時代は1期目に松原誠・江尻亮、2期目に高木由一・田代富雄を育てた。
フロント入りした際には毎日時代の人脈から、後に一軍監督も務める須藤を二軍監督に招聘した。
1976年7月には「日本プロ野球コーチ団」団長として山田潔・大橋勲を引き連れ、初めて中国で野球指導を行う。
大洋退団後はフジテレビ解説者（1982年 - ?）を務め、1988年には野球殿堂入り。
晩年は清原和博の個人的な臨時打撃コーチとしてシーズンオフに指導していた時期があった。
本籍地の三重県尾鷲市の尾鷲市営野球場前にはバットを構えた姿の銅像が建てられている。
1999年4月16日、心不全のため死去。享年78歳。

## 監督時代の手腕

### 近鉄監督時代（1962 - 1964）
近鉄では打の軸には前年に大鉄高校を2年で中退して入団したものの、一軍出場もなく僅か1年で整理対象選手となっていた土井正博を抜擢。別当は土井の長距離打者としての才能を見出だして4番に起用し、周囲の雑音をものもせずに使い続け、実戦の中で鍛え上げたのは語り草となっている。土井は「18歳の4番打者」として一躍話題を呼ぶが、結果は出なかった際は「弱小球団の単なる話題作り」と非難されたこともあった。土井は後に「根本さんとの出会い、そして別当さんとの出会いがなければその後の土井正博はなかったと言ってもいいでしょう。別当さんは山内さん、葛城さん、榎本さんらの才能を見抜いて育てた方でしたから最下位続きでぬるま湯につかっていた近鉄というチームを若手の抜擢で作り直そうとしたのでしょう。別当さんは勝つ監督ではない。育てる監督です。優勝はなくても山内さん、榎本さん、僕、松原誠と、2000安打を打った打者をこれだけ育てているんです。素質を見抜く眼力、そして、何があろうと、コイツはと思った選手を使い続ける信念がありました。どの球団でも、その後への土台作りをした監督。もっと評価されるべき。」と述べている。
初シーズンは相変わらず最下位であったものの、ジャック・ブルームフィールドが.374の高打率で首位打者を獲得し、またそれまで目の出なかった久保征弘が「クボ・ボール」という独特の落ちる球を駆使し、28勝で最多勝を獲得するなど活躍。投手陣は久保の28勝をはじめ、黒田勉とグレン・ミケンズがローテーションを守ったが打線の援護がなく、黒田は8勝23敗と大きく負け越した。打撃陣はブルーム、土井の活躍もありチーム打率リーグ2位の.252を記録するも、本塁打70本はリーグ5位に終わり、盗塁数も64個でリーグ最下位に終わった。対戦成績では前年が首位との差が51.5ゲームだったのに対し、この年は優勝の東映に8勝18敗と大きく負け越したが、21ゲーム差へと縮まった。2位の南海に12勝14敗、4位の大毎に13勝13敗とそれぞれ健闘した。
2年目の1963年は最下位脱出が期待されたが、4月は開幕ダッシュに失敗して首位の南海と7ゲーム差の最下位で終了。5月以降はブルームや関根潤三、小玉明利、土井正博など打線の活躍で3位に浮上すると前年優勝の東映とのAクラス争いが終盤まで続いた。東映の不調もありチームは9年ぶりのAクラス復帰を狙ったが、残り5試合を優勝を争う南海と西鉄相手に全敗し4位に転落。力及ばず東映とのAクラス争いに負けたものの貯金1でシーズンを終え、翌年に期待を持たせる結果となった。投手陣は前年最多勝の久保が20勝こそ逃したものの19勝と2.36で防御率1位、徳久利明がチームトップの20勝、2年目の山本重政が9勝17敗と負け越しながらもチームトップの168奪三振を記録するなど好調でこの3人がチーム勝ち星の4割を稼いだが、救援陣の不調もありチーム防御率はリーグ5位であった。打撃陣は前述のブルームが首位打者、4番の土井がリーグ最多二塁打を記録するなど打線が好調で本塁打は98本のリーグ5位ながらも、チーム打率と二塁打がリーグ1位を記録した。
最下位→4位と浮上し、1964年はAクラス入りを狙うチームとして開幕ダッシュ成功と行きたかったが、最下位で4月を終了。5月には13勝14敗1分と健闘するも6月以降は負けが込み、最下位に定着。9月に6連勝して上位陣を脅かすも時すでに遅く、5位の西鉄同様マッチレースを繰り広げる南海・阪急などの草刈り場となり最終的に優勝の南海に28.5ゲーム差、5位西鉄には9ゲーム差を付けられて全日程を終了。前年4位躍進の原動力となった投手陣は佐々木宏一郎がリーグ最多の73試合に登板し、久保・徳久をはじめ4人が2桁勝利を挙げた一方、23敗で最多敗の徳久をはじめ5人が2桁敗戦を喫するなど好不調の波が激しく、防御率・被安打・自責点ともにリーグ最下位。打撃陣は4番の土井がチームトップの28本塁打を放つなど打線が前年同様好調で打率ベスト10に4人を送り込んだが、守備が粗く失策はリーグ最下位の165個を記録。

### 大洋監督1期目（1968 - 1972）
大洋では1期目の1968年は顔ぶれこそ前年と不変であったが、一方で4番の桑田武が別当との確執からスタメンを外れ、外野手の松原が三塁手にコンバートされた。投手陣では森中千香良・島田源太郎・平松政次・山下律夫などがローテーションに入ってそれなりの成績を収めたが、打線の援護で勝つ試合も多くチーム防御率3.71はリーグ5位であった。打撃陣では松原をはじめ、前年レギュラー定着の江尻や前年首位打者を争った近藤和彦、正捕手の伊藤勲などがそれなりの成績を残してチーム本塁打131本でリーグ3位を記録した。4年連続Bクラスの影響もあったのか開幕から成績がふるわなかったが、最終的には5位で終えた。対戦成績では4連覇した巨人に12勝14敗と健闘したが、4位のサンケイに8勝18敗と大きく負け越しAクラス入りはならなかった。この年から帽子マークは「T」からホエールズの「W」に変更され、大洋最後の1992年まで続いた。
1969年 - 1971年は、3年連続Aクラス3位をキープ。1969年は5月に巨人と同率ながら阪神に次ぐ2位とまずまずの滑り出しであったが、巨人が独走した6月以降はゲーム差が開き、7月以降は中日やアトムズと3位争いを展開。9月終了時点で2位の阪神に0.5ゲーム差と接近するが、終盤は一進一退の試合が続いて波に乗れず巨人の5連覇を許した。それでもシーズン勝ち越しは果たせなかったが、三原脩監督時代の1964年以来5年ぶりのAクラスとなった。チームは優勝の巨人に11勝13敗2分と健闘し、2位阪神には14勝12敗と勝ち越したものの、5位のアトムズには9勝16敗1分と相性が悪く5割越えはならなかった。投手陣では3年目の平松と山下律夫が2桁勝利を挙げ、高橋重行・森中などもローテーションを守ってチーム防御率リーグ3位の3.19を記録した。打撃陣では4番の松原が奮闘し、近藤和・江尻などもそれなりの成績を残してチーム本塁打125本はリーグ4位と健闘した。この年には後に12球団勝利を達成する野村収が入団するが、シーズン終盤の1試合登板にとどまった。
1970年は中塚政幸を外野手にコンバートし、1番には重松省三、3番には松原、4番には江尻が入るなど戦力を一新。攻撃型オーダーでスタートしたチームであったが、開幕ダッシュには程遠く4月は首位の巨人と3ゲーム差ながら最下位で終了。5月以降は徐々に順位を上げ、6月には3位に浮上するとその後は阪神を抜いて2位となり、常に巨人を追いかける展開が続いた。9月終了時点では3位ながらも巨人に4.5ゲーム差と肉薄するが、最後は巨人とマッチレースの阪神に突き放されて3位に終わり、悲願であるペナント奪回はならなかった。チームは6連覇の巨人に14勝11敗1分と逆に勝ち越したが、阪神に11勝15敗、4位の広島に11勝14敗1分と負け越した。投手陣は平松・山下・高橋・坂井勝二がローテーションを守りそれなりの成績を収めた。特に平松はカミソリシュートを武器に25勝を挙げて最多勝となり、沢村賞も受賞した。それ以外には鬼頭洋が6月9日のヤクルト戦（川崎）でノーヒットノーランを演じたほか、2年目の野村やルーキーの間柴茂有が中継ぎで一軍に定着するなど、明るい話題が続出した。打撃陣はチーム本塁打が優勝の巨人と25本差の106本の5位に終わった。
1971年はこの年こそ11年ぶりの優勝が期待されたが、4月は巨人が開幕ダッシュに成功したこともあり波に乗れず、5月は3位とAクラスに踏みとどまるも6月には一気に最下位に転落。夏場以降は阪神やヤクルトなどとAクラス争いを演じ、9月にヤクルト・阪神が相次いで脱落すると中日・広島との2位争いを繰り広げ、最後は引き分けが多かったものの広島を抜いて3位を守った。投手陣は大エース平松が17勝を挙げて2年連続の最多勝となったほか、坂井・山下・高橋などもそれなりの成績を収め、チーム防御率はリーグ1位の2.31を叩き出した。一方で打撃陣は中塚・江尻・松原などが奮闘するも、それ以外の打者が貧打に喘ぎチーム打率.215、チーム本塁打も82本とリーグ最下位に終わり、それ以上の貯金はならなかった。
最後の1972年はアメリカからクリート・ボイヤーとジョン・シピンの外国人コンビが入団、ロッテから江藤慎一をトレードし打線を強化したものの、前年から引き続き、投手陣が脆弱であったために低迷。そんな中でセ・リーグは阪神（村山実選手兼任監督→金田正泰代行）、広島（根本陸夫監督→森永勝也代行）と監督途中交代が連続、大洋でも8月に連敗が続いたため、8月31日より別当が「優勝が絶望的になった」として休養に入り退任。

### 広島監督時代（1973）
慶大の同窓生だった当時のオーナー・松田耕平が将来の球団代表としてのフロント入りを前提に自ら招聘した。広島の歴代監督で唯一チームと全く関係のない監督であり、広島では開幕後もチームは好調で、6月には5年ぶりに首位に浮上し前年最下位からの優勝の声が出始めると前半戦を3位で終了。後半戦も勢いが持続するかと思われたが打線が前半と打って変わって貧打に喘ぎ、ズルズルと後退。借金を1桁にとどめたものの60勝67敗3分と2年連続の最下位に終わった。結局、当時東洋工業（現：マツダ）の社業で多忙だった松田に代わって球団運営を仕切っていた西野襄との確執もあり、1年で退任。松田による球団代表就任構想も実現しなかった。この事態を重く見た松田は体調不良を理由に辞任となった西野の後任として、日本蹴球協会から東洋工業に復帰して総務課長を務めていた重松良典を球団代表に抜擢した。

### 大洋監督2期目（1977 - 1979）
2期目の1977年はこの年レギュラー入りの高木をはじめ中塚・松原・シピンが打ちまくったものの、投手陣は平松・間柴・斉藤明夫などがローテーションを守った。チームは7月まで五分五分の成績であったが、8月以降は負けが込み始めた。それでも9月時点で5位につけ最下位脱出は目前に思われたが10月に入ると躓き、最終的に2年連続の最下位に終わったが勝率は前年からやや改善された。打撃陣はこの年急成長の田代やベテラン松原などの活躍で優勝した巨人の181本に次ぐリーグ2位の176本を放ち、重量打線は健在であった。投手陣は新人の斉藤が負け越しながらも新人王に輝き、平松・杉山知隆などもそれなりの成績を残したが、チーム防御率が4.45から4.94まで落ち込んだ。後半戦開幕後の8月2日に大洋は「翌年から横浜市に本拠地を移転する」と正式に発表し、翌年から本拠地を横浜スタジアムに移転したため、川崎を本拠地として使用したのはこの年が最後となった。対戦成績では優勝の巨人に相変わらず弱く10勝16敗と負け越したが、2位のヤクルトには12勝12敗2分と健闘した。
1978年は移転に伴い球団名を「横浜大洋ホエールズ」改称し、ホーム用のロゴを「YOKOHAMA」に変更してチームカラーも港町・横浜に相応しくマリンブルーに、ビジター用の上着もマリンブルーに変更するなどユニフォームを一新した。開幕から前年覇者の巨人やヤクルトと首位を争い、8月時点では巨人と3.5ゲーム差につけた。終盤は投打ともに息切れして広島に抜かれたものの、中日の故障者続出に助けられて4位で終えた。投手陣ではベテラン平松と2年目の斉藤に加えて、この年日本ハムからトレードで復帰した野村が2桁勝利を挙げた。特に野村はこの年17勝を挙げて別当の期待に応える活躍を見せ、チームの4位躍進の原動力となり全体の防御率もリーグ2位の3.90を記録。打撃陣は巨人へ移籍したシピンの穴埋めとして、メジャーリーグからフェリックス・ミヤーンが加入して打撃・守備でチームに貢献。本拠地移転もあり本塁打は前年の176本から132本へ減少したが、不動の4番松原や田代や高木ら打線の活躍で打率はリーグ3位となった。対戦成績では最下位の阪神に19勝5敗2分と勝ち越したが、それ以外では中日に14勝12敗と勝ち越すのがやっとであった。
最後の1979年は優勝を狙うべくクラウンから基満男を、中日からジーン・マーチンをそれぞれ獲得。前年覇者のヤクルトが開幕から8連敗を喫したこともあり、チームは一時は首位に立つなど健闘。前半戦は首位の中日と3.5ゲーム差の3位で終えるが、後半戦に入ると広島が抜け出してゲーム差が広がり5位に転落。10月6日に広島の優勝が決定した後、チームは消化試合で張り切り最終成績は1964年以来15年ぶりの2位となったが、後半戦は首位争いに絡めなかった。投手陣は野村・平松・斉藤に加えて2年目の遠藤一彦が先発兼抑えとして活躍し、平松が2.39で防御率1位となったものの、南海から移籍の佐藤道郎がセの環境に慣れず成績を落とし、チーム防御率も4.05でリーグ4位に後退。打撃陣はマーチンが28本塁打を打ち2位躍進の原動力となり、ミヤーンが首位打者を獲得するなどチーム打率はリーグ3位の.268であったが、チーム本塁打は135本で最下位であった。チームはAクラス争いの阪神に17勝7敗2分と勝ち越したが、優勝の広島に8勝16敗2分と負け越したのが大きく響いた。

## 選手としての特徴
身長180cmの恵まれた体格ながら、柔らかで無理のない打撃フォームで、内角低めに絶対的な強さがあった。脚も速く、当時は南海の飯田徳治とともに走れる重量打者として名を馳せた。

## 人物
- 監督時代の1970年代に出演したHOYAメガネ・バリラックスIIのCMが今でも語り継がれるなど、おおよそプロ野球選手とは思えない知的な印象から「球界の紳士」と呼ばれたが、現役時代は強打はもちろん攻走守の三拍子揃った選手として活躍し、アグレッシブなプレーを身上としていた。
- 「ミス神戸」と結婚。新妻は雑誌のインタビューで、食事に関して「栄養面にも気を使いますが、食器にも気をつけています。美しい器で食べれば、食欲増進につながります」と言った。当時世の中は食糧難の時代、「器で食べさせる」という発言は驚天動地の発想に近かったという[9]。
- 作家の佐藤愛子にとって別当は女学生時代の憧れの人であり、不倫関係にあった[10]。
- 2008年に出陣学徒壮行早慶戦を映画化した『ラストゲーム 最後の早慶戦』では、彼をモデルとした別当なる人物が登場し、加藤竜治が演じた。また同年にD-BOYSが劇作化した『ラストゲーム〜最後の早慶戦〜 (劇作品)』では、同じく彼がモデルの別府豊が登場し、中村優一と瀬戸康史のダブルキャストで演じた。2010年の再演版では荒井敦史が演じた。
- 学徒出陣では、日吉台地下壕で戦況を受信する通信兵として硫黄島玉砕の打電を受信した[11]。
- 別当薫の漫画画像を用いたTシャツを、ジェフ・ブリッジスが『フィッシャー・キング』[12][13]、『ビッグ・リボウスキ』[14][15]などの作品で身につけている。

## 詳細情報

### 年度別打撃成績
| 年 度      | 球 団      | 試 合 | 打 席 | 打 数 | 得 点 | 安 打 | 二 塁 打 | 三 塁 打 | 本 塁 打 | 塁 打 | 打 点 | 盗 塁 | 盗 塁 死 | 犠 打 | 犠 飛 | 四 球 | 敬 遠 | 死 球 | 三 振 | 併 殺 打 | 打 率 | 出 塁 率 | 長 打 率 | O P S |
| ---------- | ---------- | ----- | ----- | ----- | ----- | ----- | -------- | -------- | -------- | ----- | ----- | ----- | -------- | ----- | ----- | ----- | ----- | ----- | ----- | -------- | ----- | -------- | -------- | ----- |
| 1948       | 大阪       | 89    | 377   | 348   | 67    | 114   | 19       | 4        | 13       | 180   | 57    | 16    | 5        | 0     | --    | 29    | --    | 0     | 17    | --       | .328  | .379     | .517     | .897  |
| 1949       | 大阪       | 137   | 622   | 572   | 129   | 184   | 28       | 6        | 39       | 341   | 126   | 13    | 2        | 0     | --    | 48    | --    | 2     | 44    | --       | .322  | .376     | .596     | .972  |
| 1950       | 毎日       | 120   | 526   | 477   | 108   | 160   | 23       | 4        | 43       | 320   | 105   | 34    | 7        | 0     | --    | 49    | --    | 0     | 36    | 15       | .335  | .397     | .671     | 1.068 |
| 1951       | 毎日       | 108   | 444   | 398   | 77    | 123   | 23       | 7        | 16       | 208   | 67    | 22    | 9        | 1     | --    | 44    | --    | 1     | 38    | 15       | .309  | .379     | .523     | .902  |
| 1952       | 毎日       | 120   | 513   | 456   | 93    | 127   | 26       | 10       | 18       | 227   | 67    | 40    | 13       | 1     | --    | 56    | --    | 0     | 30    | 17       | .279  | .357     | .498     | .855  |
| 1953       | 毎日       | 82    | 312   | 279   | 38    | 85    | 16       | 4        | 11       | 142   | 48    | 14    | 9        | 0     | --    | 33    | --    | 0     | 18    | 11       | .305  | .378     | .509     | .887  |
| 1954       | 毎日       | 108   | 370   | 339   | 51    | 84    | 15       | 2        | 11       | 136   | 45    | 34    | 6        | 3     | 0     | 27    | --    | 1     | 40    | 6        | .248  | .305     | .401     | .706  |
| 1955       | 毎日       | 73    | 265   | 239   | 35    | 66    | 15       | 1        | 4        | 95    | 24    | 9     | 9        | 2     | 1     | 23    | 4     | 0     | 15    | 3        | .276  | .340     | .397     | .737  |
| 1956       | 毎日       | 50    | 93    | 80    | 9     | 22    | 5        | 0        | 0        | 27    | 10    | 4     | 5        | 1     | 3     | 9     | 0     | 0     | 15    | 1        | .275  | .348     | .338     | .686  |
| 1957       | 毎日       | 4     | 3     | 3     | 0     | 0     | 0        | 0        | 0        | 0     | 0     | 0     | 0        | 0     | 0     | 0     | 0     | 0     | 1     | 1        | .000  | .000     | .000     | .000  |
| 通算：10年 | 通算：10年 | 891   | 3525  | 3191  | 607   | 965   | 170      | 38       | 155      | 1676  | 549   | 186   | 65       | 8     | 4     | 318   | 4     | 4     | 254   | 69       | .302  | .366     | .525     | .892  |

- 各年度の太字はリーグ最高

### 年度別投手成績
| 年 度     | 球 団     | 登 板 | 先 発 | 完 投 | 完 封 | 無 四 球 | 勝 利 | 敗 戦 | セ 丨 ブ | ホ 丨 ル ド | 勝 率 | 打 者 | 投 球 回 | 被 安 打 | 被 本 塁 打 | 与 四 球 | 敬 遠 | 与 死 球 | 奪 三 振 | 暴 投 | ボ 丨 ク | 失 点 | 自 責 点 | 防 御 率 | W H I P |
| --------- | --------- | ----- | ----- | ----- | ----- | -------- | ----- | ----- | -------- | ----------- | ----- | ----- | -------- | -------- | ----------- | -------- | ----- | -------- | -------- | ----- | -------- | ----- | -------- | -------- | ------- |
| 1948      | 大阪      | 1     | 1     | 0     | 0     | 0        | 0     | 0     | --       | --          | ----  | 16    | 3.0      | 6        | 0           | 1        | --    | 0        | 3        | 0     | 0        | 2     | 2        | 6.00     | 2.33    |
| 1949      | 大阪      | 1     | 1     | 1     | 0     | 0        | 0     | 1     | --       | --          | .000  | 30    | 8.0      | 5        | 0           | 3        | --    | 0        | 1        | 0     | 0        | 2     | 0        | 0.00     | 1.00    |
| 1952      | 毎日      | 1     | 0     | 0     | 0     | 0        | 0     | 0     | --       | --          | ----  | 4     | 1.0      | 0        | 0           | 1        | --    | 0        | 1        | 0     | 0        | 0     | 0        | 0.00     | 1.00    |
| 通算：3年 | 通算：3年 | 3     | 2     | 1     | 0     | 0        | 0     | 1     | --       | --          | .000  | 50    | 12.0     | 11       | 0           | 5        | --    | 0        | 5        | 0     | 0        | 4     | 2        | 1.50     | 1.33    |

### 監督代行成績
| 年度     | チーム   | 順位     | 試合 | 勝利 | 敗戦 | 引分 | 勝率 | チーム 本塁打 | チーム 打率 | チーム 防御率 | 年齢       |            |
| -------- | -------- | -------- | ---- | ---- | ---- | ---- | ---- | ------------- | ----------- | ------------- | ---------- | ---------- |
| 1952年   | 毎日     | 2位      | 120  | 75   | 45   | 0    | .625 | 72            | .264        | 2.87          | 32歳       |            |
| 通算:1年 | 通算:1年 | 通算:1年 | 120  | 75   | 45   | 0    | .517 | Aクラス1回    | Aクラス1回  | Aクラス1回    | Aクラス1回 | Aクラス1回 |

※ 1952年、監督代行として7月30日から閉幕まで指揮（43試合30勝13敗 勝率.698）

### 通算監督成績
| 年度       | チーム     | 順位       | 試合 | 勝利 | 敗戦 | 引分 | 勝率 | チーム 本塁打          | チーム 打率            | チーム 防御率          | 年齢                   |                        |
| ---------- | ---------- | ---------- | ---- | ---- | ---- | ---- | ---- | ---------------------- | ---------------------- | ---------------------- | ---------------------- | ---------------------- |
| 1954年     | 毎日 大毎  | 3位        | 140  | 79   | 57   | 4    | .581 | 89                     | .236                   | 2.69                   | 34歳                   |                        |
| 1955年     | 毎日 大毎  | 3位        | 142  | 85   | 55   | 2    | .607 | 89                     | .251                   | 2.46                   | 35歳                   |                        |
| 1956年     | 毎日 大毎  | 4位        | 154  | 84   | 66   | 4    | .558 | 95                     | .234                   | 2.40                   | 36歳                   |                        |
| 1957年     | 毎日 大毎  | 3位        | 132  | 75   | 52   | 5    | .587 | 80                     | .239                   | 2.47                   | 37歳                   |                        |
| 1958年     | 毎日 大毎  | 4位        | 130  | 62   | 63   | 5    | .496 | 72                     | .239                   | 2.79                   | 38歳                   |                        |
| 1959年     | 毎日 大毎  | 2位        | 136  | 82   | 48   | 6    | .631 | 114                    | .255                   | 2.76                   | 39歳                   |                        |
| 1962年     | 近鉄       | 6位        | 131  | 57   | 73   | 1    | .438 | 70                     | .252                   | 3.40                   | 42歳                   |                        |
| 1963年     | 近鉄       | 4位        | 150  | 74   | 73   | 3    | .503 | 98                     | .256                   | 3.44                   | 43歳                   |                        |
| 1964年     | 近鉄       | 6位        | 150  | 55   | 91   | 4    | .377 | 112                    | .254                   | 3.63                   | 44歳                   |                        |
| 1968年     | 大洋       | 4位        | 133  | 59   | 71   | 3    | .454 | 131                    | .236                   | 3.71                   | 48歳                   |                        |
| 1969年     | 大洋       | 3位        | 130  | 61   | 61   | 8    | .500 | 125                    | .239                   | 3.19                   | 49歳                   |                        |
| 1970年     | 大洋       | 3位        | 130  | 69   | 57   | 4    | .548 | 106                    | .241                   | 2.75                   | 50歳                   |                        |
| 1971年     | 大洋       | 3位        | 130  | 61   | 59   | 10   | .508 | 82                     | .216                   | 2.31                   | 51歳                   |                        |
| 1972年     | 大洋       | 5位        | 130  | 57   | 69   | 4    | .452 | 135                    | .242                   | 3.66                   | 52歳                   |                        |
| 1973年     | 広島       | 6位        | 130  | 60   | 67   | 3    | .472 | 104                    | .223                   | 3.04                   | 53歳                   |                        |
| 1977年     | 大洋       | 6位        | 130  | 51   | 68   | 11   | .429 | 176                    | .268                   | 4.94                   | 57歳                   |                        |
| 1978年     | 大洋       | 4位        | 130  | 64   | 57   | 9    | .529 | 132                    | .273                   | 3.90                   | 58歳                   |                        |
| 1979年     | 大洋       | 2位        | 130  | 59   | 54   | 17   | .522 | 135                    | .266                   | 4.05                   | 59歳                   |                        |
| 通算：19年 | 通算：19年 | 通算：19年 | 2377 | 1162 | 1111 | 104  | .511 | Aクラス9回、Bクラス8回 | Aクラス9回、Bクラス8回 | Aクラス9回、Bクラス8回 | Aクラス9回、Bクラス8回 | Aクラス9回、Bクラス8回 |

- ※1 1954年から1955年までは140試合制
- ※2 1958年から1962年、1968年から1996年までは130試合制
- ※3 1967年、三原脩監督休養の6月3日から7月10日までと、三原監督復帰後辞任した10月4日から閉幕まで指揮（42試合18勝21敗3分 勝率.462）
- ※4 1972年、8月31日より休養（104試合52勝50敗2分 勝率.510）。監督代行は青田昇
- ※5 通算成績は、実際に指揮した試合
- 毎日（毎日オリオンズ）は、1958年に大毎（毎日大映オリオンズ）に球団名を変更

### タイトル
- 本塁打王 ：1回（1950年）
- 打点王 ：1回（1950年）
- 最多安打：1回（1950年）※当時連盟表彰なし

### 表彰
- 最高殊勲選手（MVP）：1回（1950年）
- ベストナイン：6回（外野手部門：1948年 - 1953年）
- 野球殿堂競技者表彰（1988年）
- 日本シリーズ最高殊勲選手賞：1回（1950年）

### 記録
- 最多安打（当時連盟表彰なし）：1回（1950年） ※1994年より表彰
- 1イニング3盗塁（1951年7月26日） ※日本記録
- 3年連続最多長打（1950 - 1952年） ※パ・リーグ最長タイ記録
- オールスターゲーム出場：5回（1951年 - 1955年）

### 背番号
- 25（1948年 - 1956年）
- 50（1957年 - 1959年、1977年 - 1979年）
- 51（1961年、1973年）
- 35（1962年 - 1964年）
- 52（1967年 - 1972年）

## 関連情報

### 出演番組
- ○曜ナイター - 日本テレビ系列におけるプロ野球中継。現行のタイトル「DRAMATIC BASEBALL」。